# Моратува (підрозділ окружного секретаріату)
Підрозділ окружного секретаріату Моратува — підрозділ окружного секретаріату округу Коломбо, Західна провінція, Шрі-Ланка. Складається з 42 Грама Ніладхарі.